# Scopulariopsis sphaerospora
Scopulariopsis sphaerospora är en svampart som beskrevs av Zach 1934. Scopulariopsis sphaerospora ingår i släktet Scopulariopsis och familjen Microascaceae.   Inga underarter finns listade i Catalogue of Life.